# Leonhard Lechner
Leonhard Lechner (* um 1553 im Etschtal (Südtirol); † 9. September 1606 in Stuttgart) war ein deutscher Komponist und Kapellmeister der späten Renaissance.

## Leben und Wirken
Das Geburtsjahr von Leonhard Lechner kann nur annähernd festgelegt werden; seine Herkunft ergibt sich aus dem von ihm selbst regelmäßig verwendeten Beinamen Athesinus („Etschländer“). Es ist jedoch unsicher, ob damit das Etschtal im engeren Sinne oder der größere geografische Bereich südlich des Brenners, etwa das heutige Südtirol gemeint ist. Über seine Eltern, seine Jugendzeit und seine frühe Ausbildung sind keine Informationen überliefert. Von 1566 bis 1570 war er als Kapellknabe Schüler von Orlando di Lasso und Ivo de Vento am herzoglich-bayerischen Hof in München, der 1568 vom Nachfolger des Herzogs mit einem kleinen Teil der Musiker nach Landshut verlegt wurde, wo Lechner nach zwei Jahren aus dem Dienst entlassen wurde. Für seine Lehre bei Orlando di Lasso sprechen satztechnische Fertigkeiten italienischer Herkunft, wie etwa in seinen Deutschen Sprüchen von Leben und Tod. Er hat auch zeitlebens Orlando di Lasso als seinen Lehrer verehrt. Nach eigener Aussage (Brief vom 1. März 1596) beherrschte er jedoch kein Instrument.
Nach wenigen Jahren der Wanderschaft ab 1570, die ihn vielleicht auch nach Italien führten, und nachdem er 1571 zur protestantischen Religion übergetreten war, ist er erstmals im Jahr 1575 in der Reichsstadt Nürnberg aktenkundig nachweisbar. Hier hatte er bis 1584 das untergeordnete Amt eines „Schulgehilfen“ an der St.-Lorenz-Schule inne. Er heiratete am 8. Oktober 1576 die Witwe des Stadtpfeifers Friedrich Kast, Dorothea Kast, geborene Lederer; mit ihr hatte er den Sohn Gabriel (1578/79–1611). In Nürnberg brachte der Komponist mit der Sammlung Motectae sacrae die erste Ausgabe eigener Kompositionen heraus; darüber hinaus bearbeitete er 1576–1579 die hier gedruckte Liedersammlung seines Zeitgenossen Jakob Regnart. Sein Nürnberger Wirken war durchaus von Anerkennung und Erfolgen begleitet; auch boten ihm die 1568, 1571 und 1577 gegründeten privaten Zirkel musikliebender Nürnberger Patrizier (Sodalicium musicum) ein finanziell wie künstlerisch lohnendes Betätigungsfeld. Darüber hinaus hatte er in dem Humanisten Paul Schede und dem Goldschmied Paul Dulner († 1596) freundschaftlich verbundene Ratgeber und Textdichter gefunden. Dennoch war Lechner mit seiner Stellung auf Dauer nicht zufrieden. Sein beruflicher Ehrgeiz war mit einem Verbleib in Nürnberg längerfristig nicht vereinbar. Der Rat der Stadt versuchte, den Komponisten durch Aufbesserung seines Gehalts (nach dem Ratsprotokoll vom 26. Juli 1577: „Weil Er ein solch gewaltiger Componist und Musicus“) und 1582 durch Verleihung des Titels „archimusicus“ zu halten, doch ohne Erfolg.
Im Herbst 1583 erreichte Lechner in Hechingen als Kapellmeister am katholischen Hof des Grafen Eitel Friedrich von Hohenzollern-Hechingen sein berufliches Ziel; die freie Ausübung seiner lutherischen Konfession ließ er sich schriftlich bestätigen. Seit Frühjahr 1584 hatte er die Leitung der dortigen kleinen, aber leistungsstarken Schar von Musikern. Doch schon nach einem Jahr geriet er in heftige Auseinandersetzung mit seinem Dienstherrn, bestimmte einen Sohn von Orlando di Lasso als seinen Nachfolger, gab sein Amt in Hechingen auf und bewarb sich mit Empfehlungsschreiben von Herzog Wilhelm V. und Orlando di Lasso um die seit 1584 freie Stelle des Hofkapellmeisters in Dresden. Anschließend, im Juli 1585, verließ Lechner Hechingen eigenmächtig und vorzeitig, ohne förmliche Entlassung. Der tiefere Grund des Streits ist nicht überliefert. Nachdem er von seinem bisherigen Dienstherrn für vogelfrei erklärt worden war, fand der Komponist kurzzeitig Zuflucht in dem Tübinger Kreis um Nicodemus Frischlin (1547–1590), danach unter dem Schutz des Württemberger Herzogs in Backnang. Der Aufforderung des Hechinger Grafen zur Rückkehr widersetzte sich Lechner in einem Schreiben in ungewöhnlich respektlosem Tonfall. Im weiteren Verlauf wandte sich Graf Eitel Friedrich an den Nürnberger Rat und an mehrere Fürsten und verhinderte damit die geplante Vorstellung Lechners in Dresden. Außerdem kam es zu einer negativen Stellungnahme des Dresdener Vizekapellmeisters Georg Forster, die letztlich zur Ablehnung von Lechners Bewerbung führte.
Am 1. August 1585 wurde der Komponist von Herzog Ludwig von Württemberg als „Musicus“ in die Stuttgarter Hofmusik aufgenommen. Dort diente er unter den Kapellmeistern Ludwig Daser und Balduin Hoyoul zunächst als Tenorsänger und lieferte Kompositionen, wurde 1586 Hofkomponist und, nach dem Tod Hoyouls 1594, im Frühjahr 1595 Leiter der Hofkapelle. In dieser Amtszeit, die bis Lechners Tod dauerte, erreichte die Stuttgarter Hofkapelle eine bedeutende künstlerische Höhe. Den personellen Wechsel hatte der Herzog genutzt, um die Kompetenzen des Kapellmeisters neu festzulegen. Außer der Ausbildung der Kapellknaben und der Erweiterung und Betreuung des Notenbestands war die vorrangige Aufgabe des Kapellmeisters das vokal-instrumental gemischte Musizieren. In einem Brief vom 1. März 1596 beklagte der Komponist allerdings disziplinarische Schwierigkeiten mit einzelnen Instrumentalisten. Auf Lechners Rat vom 18. Juni 1604 wurden zwei Exemplare von di Lassos Magnum opus musicum angeschafft.
Während Lechners Stuttgarter Amtszeit stellten die fürstlichen Hochzeiten in Darmstadt 1589, Neuburg 1591, Durlach 1592 und Dresden 1604 besondere repräsentative Höhepunkte dar; auch sind hier die Reise zum ständigen Reichstag nach Regensburg 1594 sowie die von zeitgenössischen Beobachtern gerühmten Hoffeste 1603 und 1605 zu nennen. In seinen letzten Lebensjahren versuchte er zwischen 1587 und 1604, Krankheiten mit Bäderkuren zu heilen und musste sich bei Aufführungen wohl öfter vertreten lassen. Aus dem gleichen Grund sind vermutlich seine reifen Spätwerke nicht mehr zum Druck gelangt. Nach seinem Tod wurde Lechner am 11. September 1606 in der Stuttgarter Oberen Kirche St. Katharina (der heutigen Hospitalkirche) in der Nähe des Altars zu Grabe getragen. Herzog Friedrich von Württemberg erwarb am 14. Juli 1607 Lechners musikalischen Nachlass; allerdings wird vermutet, dass davon der größere Teil verloren gegangen ist.

## Bedeutung
Neben Johann Eccard war Leonhard Lechner der wichtigste Vermittler des musikalischen Stils Orlando di Lassos für die evangelische Kirchenmusik und das deutsche Lied, wobei er im Lauf seines Lebens gegenüber seinem Lehrer zu bedeutender Eigenständigkeit und Größe herangewachsen ist. Sein Gesamtopus ist hauptsächlich durch die mehrfach aufgelegten Nürnberger Drucke überliefert; außer dem Stuttgarter Druck der Passion von 1554 (nicht überliefert) scheint er danach nichts mehr veröffentlicht zu haben. Außer zwei Werken ist dagegen von seinem handschriftlichen Nachlass das meiste verloren gegangen. Mit seiner Harmoniae miscellae hat er eine bedeutende Mustersammlung von Werken der angesehensten Komponisten seiner Zeit (zum Beispiel Orlando di Lasso, Giovanni Pierluigi da Palestrina, Philippe de Monte, Costanzo Porta) herausgegeben; er hat auch die Gerlachsche Ausgabe mit di Lassos Selectissimae cantiones (1568) elf Jahre später neu aufgelegt und bemühte sich darin um einen revidierten Text. Darüber hinaus erschien im Jahr 1581 noch eine größere Sammlung mit Messen seines Lehrers, der Liber missarum, im Druck.
Die herausragenden Fähigkeiten Lechners zeigten sich schon in seinen Motectae. Der eigentliche Durchbruch zu einer eigenständigen künstlerischen Leistung geschah jedoch in Verbindung mit der deutschen Sprache, besonders mit geistlichen Texten, ähnlich wie später bei Heinrich Schütz. Seine lateinischen Kompositionen sind dagegen traditionsgebundener, und seine italienisch beeinflussten Sätze im Villanellen- und Canzonenstil stellen meistens eine schlichtere Gesellschaftskunst dar.
Insgesamt gliedert sich das Werk Lechners in zwei Hauptgruppen: zum einen in die traditionellen Gattungen Motette, Messe und Magnificat mit lateinischem Text, zum anderen in die verschiedenen Ausprägungen des deutschen Liedes; das italienische Madrigal spielt hier mit nur vier Kompositionen eine sehr untergeordnete Rolle. Seine geistlichen Liedmotetten der Newen Teutschen Lieder mit ihren teilweise für diese Zeit einzigartigen Dichtungen von Paul Dulner (zum Beispiel „O Tod, du bist ein bitter Gallen“) bis zu den Deutschen Sprüchen von Leben und Tod stellen einen überragenden Gipfel der Liedmotette um 1600 dar. Mit der Anwendung der neuen Dur-Moll-Harmonik im Dienst einer außerordentlich erregten und durchglühten Affektsprache, im Kontrast zwischen Polyphonie und Homophonie, auch in der Sprachbehandlung mittels chorischer Deklamation wie auch in der Anwendung von Tonsymbolik und Tonmalerei überragt Lechner seine Zeitgenossen an künstlerischer Kraft und Leidenschaft bei weitem.
Lechners Motettenschaffen besteht aus den beiden großen Veröffentlichungen von 1575 und 1581, den drei „Kronberg-Motetten“ von 1582, seinen drei eigenen Beiträgen zu den Harmoniae miscellae und aus seiner Sammlung von Bußpsalmen von 1587. Hierher gehören auch die beiden 1593 im Auftrag des Tübinger Professors Martin Crusius (1526–1607) gefertigten „musikalischen Epitaphe“ für Kaiser Friedrich Barbarossa und dessen Frau Beatrix und weitere Gelegenheitswerke. Unter den hierzu gehörenden Hochzeitsmusiken (Epithalamia) gibt es zwei besonders klangprächtige dreichörige Werke: einmal das Epithalamium „Quid Chaos“ zu 24 Stimmen auf einen Text von Paul Schede, von dem sich der Augsburger Komponist Adam Gumpelzhaimer eine Partiturkopie ohne Text anfertigte, zum anderen die Motette über den Psalm 147 zu fünfzehn Stimmen. Im Bußpsalmen-Druck steigerte Lechner die Stimmenzahl in den letzten drei enthaltenen Werken von zunächst sieben auf zwölf (zwei Chöre zu je sechs Stimmen), schließlich auf achtzehn (drei Chöre zu jeweils sieben, sechs und fünf Stimmen). Wie gut er in seinen Werken auch Elemente des italienischen Madrigals einsetzen konnte, zeigt insbesondere seine Vertonung des Hohelieds. In den Deutschen Sprüchen von Leben und Tod mit ihren fünfzehn knappen Strophen eines unbekannten Dichters „hat Lechner einen Totentanz komponiert, für den es in der gesamten deutschen Musikgeschichte keine Parallele gibt“ (Friedrich Blume).
Die Messvertonungen des Komponisten gehören alle zum Typ der Parodiemesse. Hierzu verwendete er Motteten- beziehungsweise Madrigal-Vorlagen von Orlando di Lasso, Luca Marenzio und Cipriano de Rore. Besonders seine Missa secunda (1584) auf der Basis von Marenzios Madrigal „Non fu mai cervo“ erweist sich als ein Extremfall in der Geschichte der Parodiemesse in konstruktiver und expressiver Hinsicht (Franz Körndle 1986). Hier sind außerdem zehn Introitus-Vertonungen für die Hauptfeste des Kirchenjahrs enthalten. Die Magnificat-Vertonungen des Komponisten in den acht Kirchentonarten (1578) verlaufen nach dem Schema des abwechselnden Textvortrags durch eine einstimmige Choralweise und einen gedrängten und fein ausgearbeiteten mehrstimmigen Satz. Insbesondere aber die Johannes-Passion Leonhard Lechners stellt nicht nur einen Höhepunkt in der Geschichte der Figuralpassion dar, sondern gehört zu den eindrucksvollsten Schöpfungen der ganzen Geschichte der Passionsmusiken.
In seinen mehrstimmigen deutschen Liedern adaptierte Lechner in seinen Drucken von 1576 und 1577 die volkstümliche italienische Villanella auf deutsche Texte. In seiner Veröffentlichung von 1579 führt der Komponist, mit seiner anhaltenden Tendenz zu einer kompositorischen Veredelung der Gattung, die ursprünglich dreistimmigen Villanellen von Jakob Regnart zu einem fünfstimmigen Satz und zu einer grundlegenden Umgestaltung. In den in seinem letzten Lebensabschnitt zwischen 1599 und 1604 geschaffenen Werken kann man vielleicht einen spezifischen, teilweise biografisch bedingten Spätstil erkennen; in diesem inspirierte die suggestive sprachliche Qualität der Strophen den Komponisten zu äußerster musikalischer Bildkraft und zu einem neuartigen Klangverständnis. Insofern lässt sich sein Spätwerk auch als musikhistorische Grenze bezeichnen.
Um Leonhard Lechners Schaffen zu würdigen und sein Andenken lebendig zu halten, wurde in Gries (Stadtteil von Bozen) auf Initiative der Abtei Muri-Gries im Jahr 1950 die Kantorei Leonhard Lechner gegründet. Ihr bekanntester Leiter war von 1952 bis 1963 Oswald Jaeggi OSB, der selbst Werke komponierte und zur Aufführung brachte. Der Chor hat seinen Sitz in dieser Abtei. Seit 1992 gibt es in Berlin das ebenfalls nach Lechner benannte Athesinus Consort Berlin, das dem Komponisten eine Tonaufnahme gewidmet hat. Lechners Gedenktag ist der 10. September im Evangelischen Namenkalender.

## Werke
Gesamtausgabe: Leonhard Lechner, Werke. Im Auftrag der Neuen Schütz-Gesellschaft herausgegeben von Konrad Ameln und anderen, 14 Bände, Kassel 1954–1998; Band 14 enthält hierzu ein alphabetisches Register.
- Geistliche Vokalmusik
  - Motectae sacrae, […] addita est in fine motecta octo vocum, ad duos choros, eodem autore zu vier bis sechs und 8 Stimmen, doppelchörig, 1575, zweite Auflage 1576
  - Missa super „Omnia quae fecisti“ zu fünf Stimmen, vor 1578
  - „Sanctissimae Virginis Mariae canticum, quod vulgo magnificat inscribitur, secundum octo vulgares tonos“ zu vier Stimmen, Nürnberg 1578
  - „Sacrarum cantionum, […] liber secundus“ zu fünf bis sechs und acht Stimmen, doppelchörig, 1581
  - „Annus finit iter“ / „Si bona suscepimus“ / „Ne intres iudicium“ zu fünf bis sechs Stimmen in Lechners „Harmoniae miscellae cantionum sacrarum“, 1583
  - „Liber missarum […] adjunctis aliquot Introitibus in praecipua festa, ab Adventu domini usque ad festum Sanctissimae Trinitatis“ zu fünf bis sechs Stimmen, 1584
  - „Septem psalmi poenitentiales, […] additis aliis quibusdam piis cantionibus“ zu sechs bis sieben und zwölf Stimmen, doppelchörig; zu achtzehn Stimmen, dreichörig, 1587
  - „Neue Geistliche und Weltliche Teutsche Lieder“ zu vier bis fünf Stimmen, 1589
  - „Historia der Passion und des Leidens unseres einigen Erlösers und Seligmachers Jesu Christi“ (Johannes-Passion) zu vier Stimmen, 1593
  - „Newe Gaistliche und Wellttliche Teutsche Gesanng, sampt zwayen Lateinischen“ zu vier bis fünf Stimmen, 1606
- Weltliche Vokalmusik
  - „Neue teutsche Lieder […] Nach Art der Welschen Villanellen“ zu drei Stimmen, 1576, zweite Auflage 1577
  - „Der ander Theyl Neuer Teutscher Lieder […] Nach Art der Welschen Villanellen“ zu drei Stimmen, Nürnberg 1577
  - „Newe Teutsche Lieder“ zu vier bis fünf Stimmen, Nürnberg 1577
  - „Neue Teutsche Lieder. Ernstlich durch […] Jacobum Regnart […] Componirt mit drey stimmen, nach art der Welschen Villanellen […] con alchuni madrigali in lingua italiana“ zu fünf Stimmen, 1579, zweite Auflage 1586
  - „Neue Teutsche Lieder“ zu vier bis fünf Stimmen, 1582
  - „Ardo sì, ma non t’amo“ zu fünf Stimmen, in G. Giglis Sammlung „Sdegni ardori“, München 1585
  - „Mir ist ein feins brauns Medelein“ / „Frölich und frey, nit frech darbey“ zu vier Stimmen, in J. Pühlers Sammlung „Schöner auserleßner Geistlicher und Weltlicher Teutscher Lieder“, München 1585
  - „Der erst und ander Theil Der Teutschen Villanellen“ zu drei Stimmen, 1586, zweite Auflage 1590
  - „Neue lustige Teutsche Lieder nach art der Welschen Canzonen“ zu vier bis fünf Stimmen, 1586, zweite Auflage 1588
  - „Neue Geistliche und Weltliche Teutsche Lieder“ zu vier bis fünf Stimmen, 1589
- Gelegenheitswerke
  - „Und andere Müntz darzue“ / „Allein Christus ist gestorben für mich“, Widmungskanons im Stammbuch des Theodor Lindner vom 24. Juni 1575
  - „Cum nova fatiloquus vidisset“, Motette zu fünf Stimmen zur Einweihung der Altdorfer Hochschule, in Neue Teutsche Lieder, Nürnberg 1577
  - „Quid Chaos“ zu 24 Stimmen, dreichörig, Epithalamium für Sebald Welser und Magdalena Imhoff
  - „Johanni Neudorffero sponso […] et iustinae Henzin sponsae […] psalmum hunc Davidicum (Beati quorum remissae sunt), epithalamii loco, composuit […] anno 1581“, Nürnberg 1581, auch in der Ausgabe „Septem psalmi poenitentiales, […] additis aliis quibusdam piis cantionibus“, 1587
  - „Ascaniae stirpis virtus est“, Motette zu sechs Stimmen für Joachim Ernst, Fürst von Anhalt, 1582
  - „Fontem perpetuis quem duxit ad aethera“ / „Quam bene conveniunt“ / „Mein’ Hoffnung zu Gott allein“, die sogenannten Kronberg-Motetten zu fünf bis sechs Stimmen, 1582
  - „Quis tua, suavius amor“ zu sechs Stimmen, Epithalamium für Christoph Andreas Gugel und Maria Muffel, April 1583
  - „Saxoniae princeps, o Augustissime salve“, Motette zu sechs Stimmen für den Kurfürsten August von Sachsen, Juli 1585
  - „Justitiae cultor prudens“ / „Formosa facie praestans“ zu sechs Stimmen, Grabinschriften von Martin Crusius 1593 auf Kaiser Friedrich Barbarossa und seine Gemahlin Beatrix
  - „Laudate Dominum“, dreichörige Motette zu fünfzehn Stimmen zur Hochzeit des Herzogs Johann Georg von Sachsen mit Prinzessin Elisabeth von Württemberg am 16. September 1604
  - „Deutsche Sprüche von Leben und Tod“ aus der postumen Handschrift von 1606.